# Alessandro Sanquirico
Alessandro Sanquirico (Milan, 27 de julio de 1777 – Milan, 12 de marzo de 1849) fue un dibujante, escenógrafo y arquitecto italiano. Se especializó en la realización de escenografías para óperas, especialmente en el Teatro alla Scala de Milán.

## Biografía

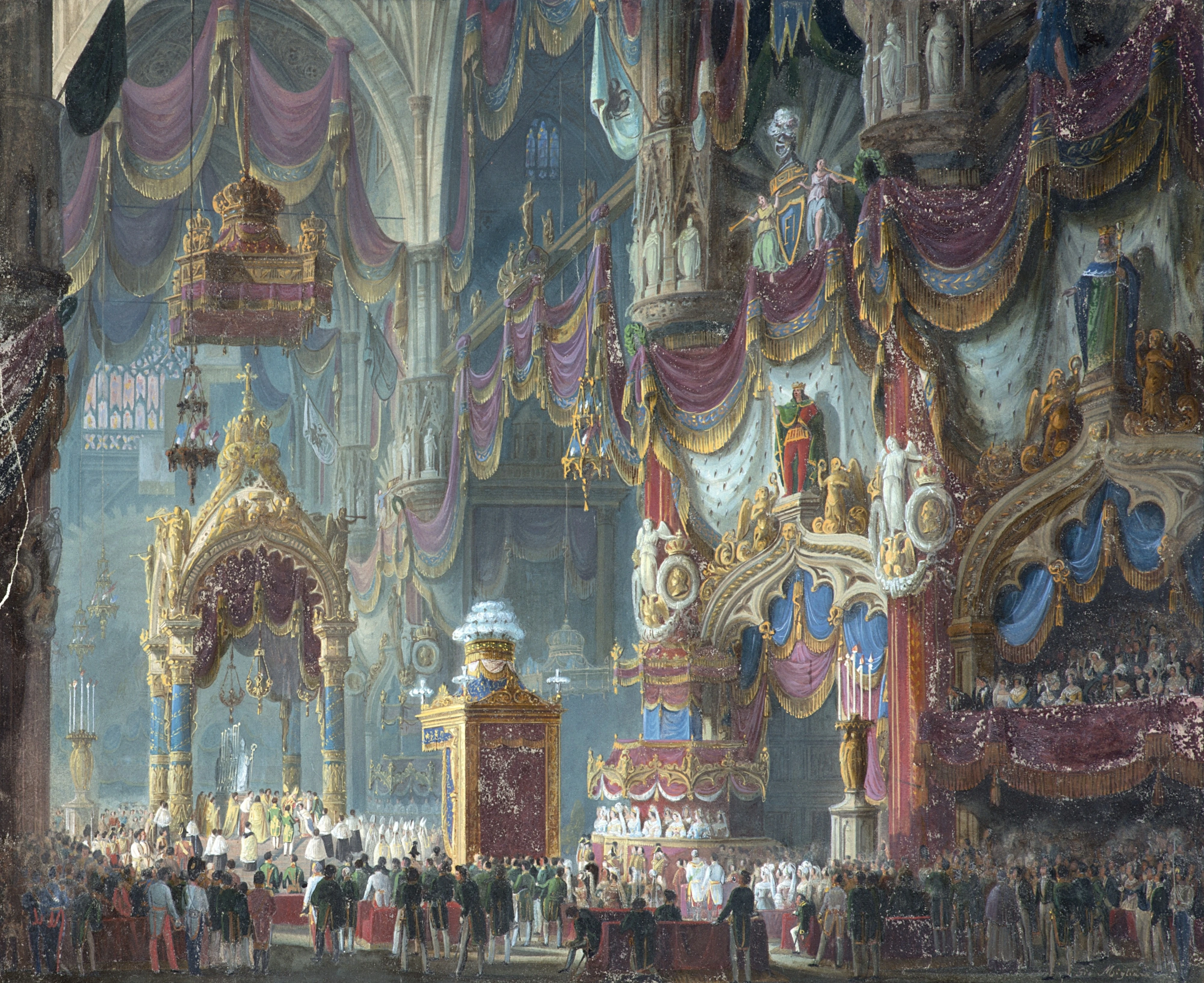
Dibujo que representa la coronación de Fernando I de Austria como rey del reino lombardo-véneto en la catedral de Milán, 1838.

Desde 1817 hasta 1838 trabajó en la Scala de Milán. Así mismo en 1838 diseñó las arquitecturas efímeras para la coronación del emperador Fernando I de Austria como rey de Lombardía-Venecia, celebrada en la catedral de Milán el 6 de septiembre de aquel año. Estas arquitecturas efímeras fueron litografiadas y publicadas al año siguiente.

## Obra

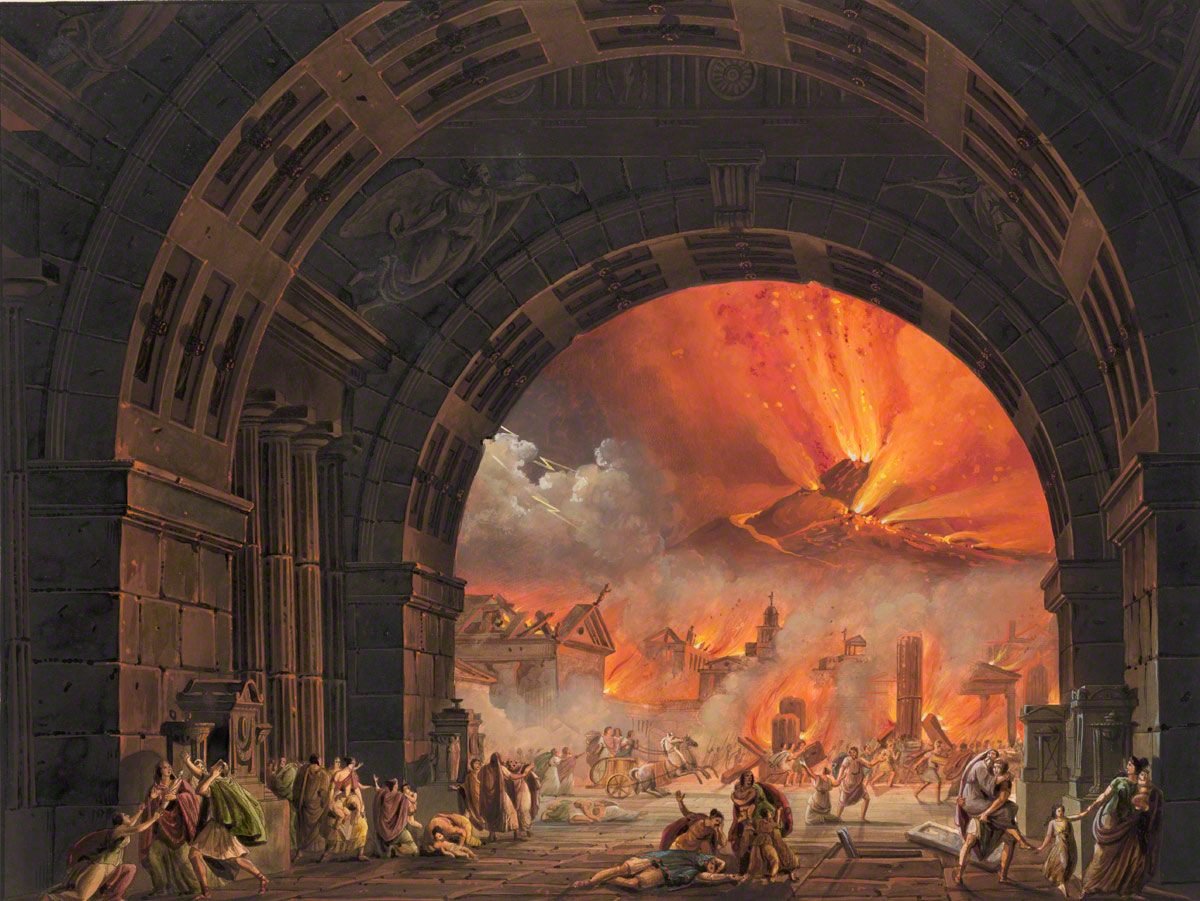
Dibujo del pintor para el montaje de la ópera de Pacini Los últimos días de Pompeya en el Teatro de la Scala, 1827.

Parte de sus producciones y escenografías fueron publicadas como grabados en 1824 por S. Stucchi. El Museo del Teatro alla Scala conserva los bocetos y dibujos realizados por Sanquirico para sus producciones.

## Órdenes y cargos

### Órdenes
- Caballero de la Orden del Mérito bajo el título de San Luis.
- Caballero de la Sagrada Orden Militar Constantiniana de San Jorge.
- Caballero de la Orden de Cristo.[4] (Reino de Portugal)

### Empleos
- Académico profesor de la Real Academia de Bellas Artes de Turín.[5]
- Consejero ordinario simple y luego académico de la Imperial y Real Academia de Bellas Artes de Milán.[6][4][5]
- Académico de la Imperial y Real Academia de Bellas Artes de Viena.[4][5]
- Académico consejero correspondiente de la Academia Ducal de Bellas Artes.[5] (Ducado de Parma)